# Lorenzo Arenas (Concepción)

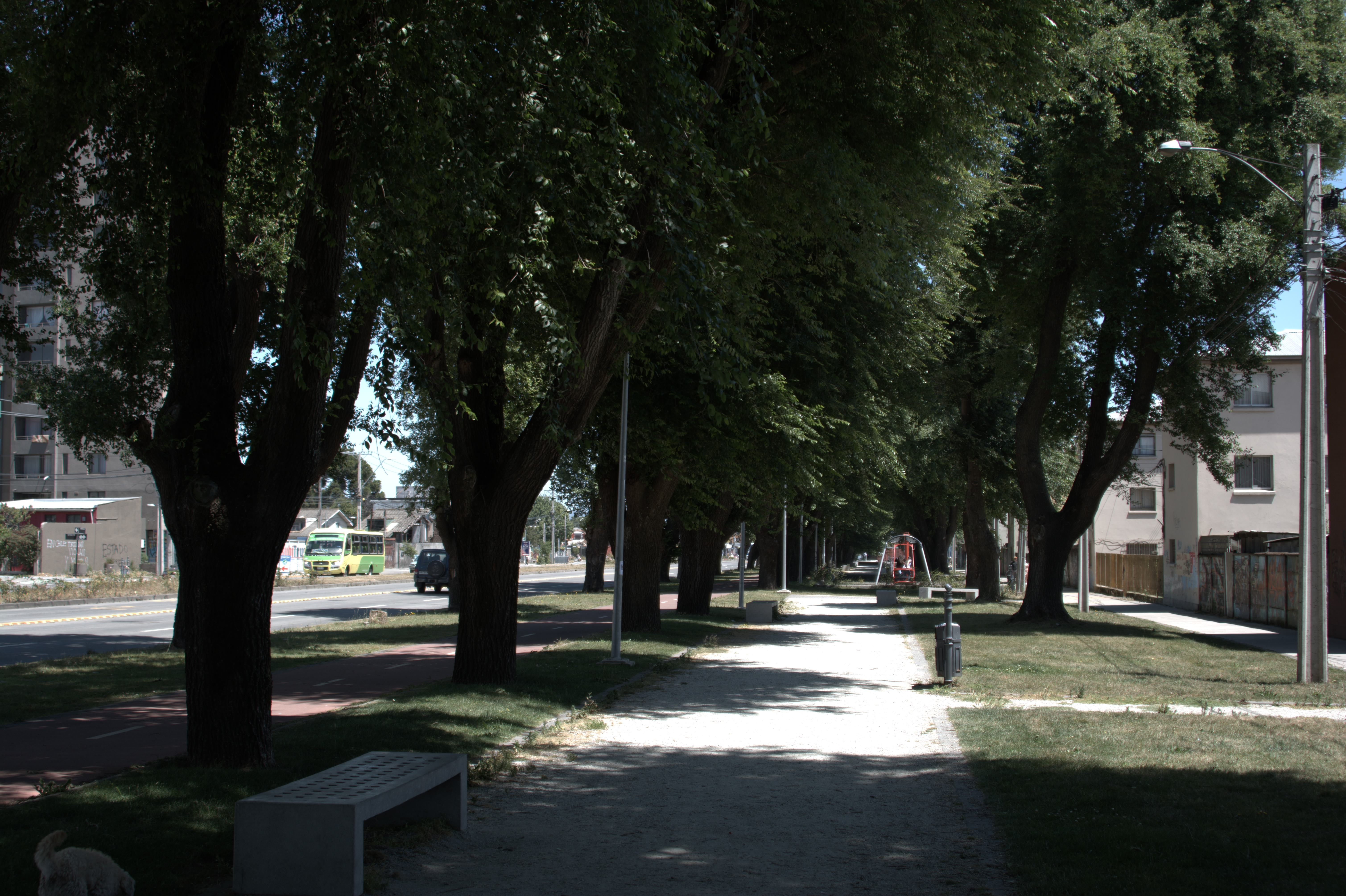
Avenida 21 de mayo, una de las principales avenidas de la ciudad de Concepción.

Lorenzo Arenas es un barrio de la ciudad chilena de Concepción.

## Historia
El nombre proviene del sastre y masón Lorenzo Arenas Olivos. Este sector comenzó su desarrollo durante principios del siglo XX, cerca del camino hacia el Cementerio General de Concepción, con la instalación de la Población Lorenzo Arenas Nº 1, entre las calles Del Solar, Jorge Montt, Valenzuela y 21 de Mayo. Luego, durante el segundo cuarto del siglo XX, se construye la Población Prieto Cruz, expandiéndose entre las calles Valenzuela, Briceño y Miraflores. Luego se sumó el conjunto entre Nicolás Maruri, Arias, del Soto, y 21 de Mayo.
A mediados del siglo XX, se construye la Población Lorenzo Arenas Nº 2, entre las calles Diego de Almagro, Pedro de Oña y 21 de Mayo. Se expande al norte y al frente del Cementerio.
Tras ello, en los antiguos terrenos del Club de Golf de Concepción, se construye la Población Laguna Redonda.

## Límites
Los límites aproximados del sector son:
- Al norte con la comuna de Hualpén, por medio de la Avenida Jorge Alessandri.
- Al este con el Valle de Paicaví y el sector de Tucapel Bajo, por medio de la Calle Aníbal Pinto.
- Al sur con la Laguna Redonda, la Avenida 21 de Mayo, la Avenida Arturo Prat, calle Rosamel del Solar y el Cerro Chepe.
- Al oeste con la Avenida Costanera y el Río Biobío.

## Economía y Comercio
En Lorenzo Arenas, el comercio está distribuido principalmente en la Avenida 21 de Mayo, la calle Miraflores, y sectores aledaños.
Dentro de los rubros del comercio establecido, hay varias empresas de servicios, librerías y paqueterías, fuentes de soda, minimercados, verdulerías, pastelerías y botillerías. También cuenta con algunas bodegas, ferreterías y bombas de combustible. Posee un supermercado (Santa Isabel) y el mercado Vega Monumental.

## Transporte y Vialidad

### Transporte ferroviario
La Estación Lorenzo Arenas, emplazada en el sector, es el principal referente ferroviario de los habitantes de Lorenzo Arenas.

### Transporte público
En Avenida 21 de Mayo, una de las principales arterias viales de Concepción, existe locomoción colectiva, la que se dirige en su mayoría al centro de Concepción. También a Hualpén y Talcahuano, Coronel, Lota, penco, lirquen, Santa Juana, Chiguayante, Hualqui y a la Provincia de Arauco. 
El transporte público dentro del sector se desarrolla principalmente en las calles Jorge Montt, Argomedo, Rosamel del Solar, Dr. Santa Cruz, Oliver, Aníbal Pinto y Almirante Riveros.
La Estación de Buses Vega Monumental dispone de algunos recorridos rurales a Cerro Negro, Florida, Cabrero, Quillón y otras localidades.

### Calles Principales
Las principales arterias del sector son:
- Avenida 21 de Mayo
- Avenida Arturo Prat
- Calle Arturo Prat
- Calle Arturo Fernández Vial
- Calle Jorge Montt
- Calle Independencia
- Calle Rosamel del Solar
- Calle José Gregorio Argomedo
- Calle Miraflores
- Calle Aníbal Pinto
- Calle Doctor Santa Cruz
- Camino Los Carros o Antiguo Camino a Talcahuano
- Calle Briceño

Durante el terremoto del año 2010, en febrero y durante varios meses toda la locomoción colectiva, transporte público y particulares, fueron redirigidos hacia la Avenida Valenzuela, por reparaciones en la vía pública posterremoto.